# Blue Skies (album Binga Crosby’ego i Freda Astaire’a)
Blue Skies (A Paramount Technicolor Production) – album studyjny autorstwa Binga Crosby’ego, Freda Astaire’a oraz Irvinga Berlina wydany w 1946 roku przez wytwórnię Decca Records, prezentujący utwory wykonane w musicalowym filmie Blue Skies. Było to pierwsze wydanie jednej z najlepszych piosenek Astaire'a, „Puttin' On the Ritz”, na płycie szelakowej.

## Lista utworów
Cała muzyka i teksty są autorstwa Irvinga Berlina.

Te nowo wydane utwory znalazły się na 5-płytowym, 78-obrotowym albumie Decca Album No. A-481.
| 1.  | Blue Skies (Bing Crosby)                                    | 3:23  |
|     |                                                             |       |
| 2.  | (I’ll See You In) C-U-B-A (Bing Crosby i Trudy Erwin)       | 3:06  |
|     |                                                             |       |
| 3.  | You Keep Coming Back Like a Song (Bing Crosby)              | 2:50  |
|     |                                                             |       |
| 4.  | (Running Around in Circles) Getting Nowhere (Bing Crosby)   | 2:07  |
|     |                                                             |       |
| 5.  | A Serenade to an Old-Fashioned Girl (Bing Crosby)           | 3:03  |
|     |                                                             |       |
| 6.  | Everybody Step (Bing Crosby)                                | 2:25  |
|     |                                                             |       |
| 7.  | All By Myself (Bing Crosby)                                 | 3:14  |
|     |                                                             |       |
| 8.  | I’ve Got My Captain Working for Me Now (Bing Crosby)        | 2:34  |
|     |                                                             |       |
| 9.  | A Couple of Song and Dance Men (Bing Crosby i Fred Astaire) | 2:17  |
|     |                                                             |       |
| 10. | Puttin’ On the Ritz (Fred Astaire)                          | 2:10  |
|     |                                                             |       |
|     |                                                             | 27:09 |
|     |                                                             |       |